# 好きだ、
『好きだ、』（すきだ、英題: Su-ki-da）は、2003年撮影・2005年製作の日本映画。第1回ニュー・モントリオール国際映画祭のコンペティション部門に出品され、監督賞を受賞している。
川辺でいつも同じ部分をギターで弾くヨースケとその同級生で密かに想いを寄せるユウ、1組の男女の17年間に渡る恋を2部構成で描いた恋愛映画。17歳篇はユウ、34歳篇はヨースケと主体となる視点が変わっている。
2006年2月25日に日本の劇場で公開された。

## ストーリー
17歳のユウとヨースケ。互いが相手に対して好意を持っているにもかかわらず、「好きだ、」の一言を言えない。二人の感情は、近づき、もつれ、すれちがい、また惹かれる。そして、ある哀しい出来事に行き着き、断ち切れる。
それから17年。34歳のヨースケとユウは東京で偶然に再会する。

## キャスト
- 宮崎あおい - ユウ（17歳）
- 西島秀俊 - ヨースケ（34歳）
- 永作博美 - ユウ（34歳）
- 瑛太 - ヨースケ（17歳）
- 小山田サユリ - ユウの姉
- 野波麻帆 - 酔って道に倒れていた女・虎美
- 加瀬亮 - 通りすがりの若い男
- 大森南朋 - 学校の先生

## 備考
ロケーションは2003年9月に秋田県大館市で、17年後の2人は翌年の1月より東京都内で行われた。エンドロールのシーンは、2月に再び大館市に赴いて撮影された。